# Karl Friedrich Alexander von Arnswaldt
Karl Friedrich Alexander Freiherr von Arnswaldt (eigentlich Alexander von Arnswaldt; * 11. September 1768 in Celle; † 27. April 1845 in Hannover) war ein deutscher Jurist, Staatsminister des Königreichs Hannover, Kurator der Georg-August-Universität in Göttingen und Wissenschaftspolitiker.

## Leben
Karl Friedrich Alexander von Arnswaldt stammt aus dem thüringischen Adelsgeschlecht von Arnswaldt und war der älteste Sohn des Konsistorialpräsidenten und ersten Kurators der Göttinger Universität Christian Ludwig August von Arnswaldt (1733–1815). Von 1785 bis 1788 studierte er an der Universität Göttingen Jurisprudenz. Karl Friedrich von Arnswaldt stieg im Gefolge seines Vaters im hannoverschen Beamtenapparat schnell auf. Bei der Annexion Hannovers 1803 war er Geheimer Kammerrat und enthielt sich während der Franzosenzeit jeglicher Tätigkeit für das Königreich Westphalen. Nach der Befreiung 1814 unterstützte er seinen Vater als Kurator der Göttinger Universität. Nach dem Tode des Vaters 1815 wurde er erst Staatsminister des wiedererstanden Königreichs Hannover und zweiter Kurator der Landesuniversität. Später wurde er auch zum ersten Kurator ernannt. Das Amt als Staatsminister führte er bis 1828. Das Amt des Kurators führte er hingegen weiter. Er war in einer Hochzeit des Ansehens der Hochschule tätig und bestimmte gemeinsam mit Georg Ernst Friedrich Hoppenstedt die hannoversche Wissenschaftspolitik über die Revolution des Jahres 1831 in Göttingen hinaus. Das abrupte Ende dieser Ära durch die Vertreibung der Göttinger Sieben (1837) und den anschließenden Niedergang konnte er nicht verhindern. Er trat daraufhin zu Beginn des Jahres 1838 in den Ruhestand.

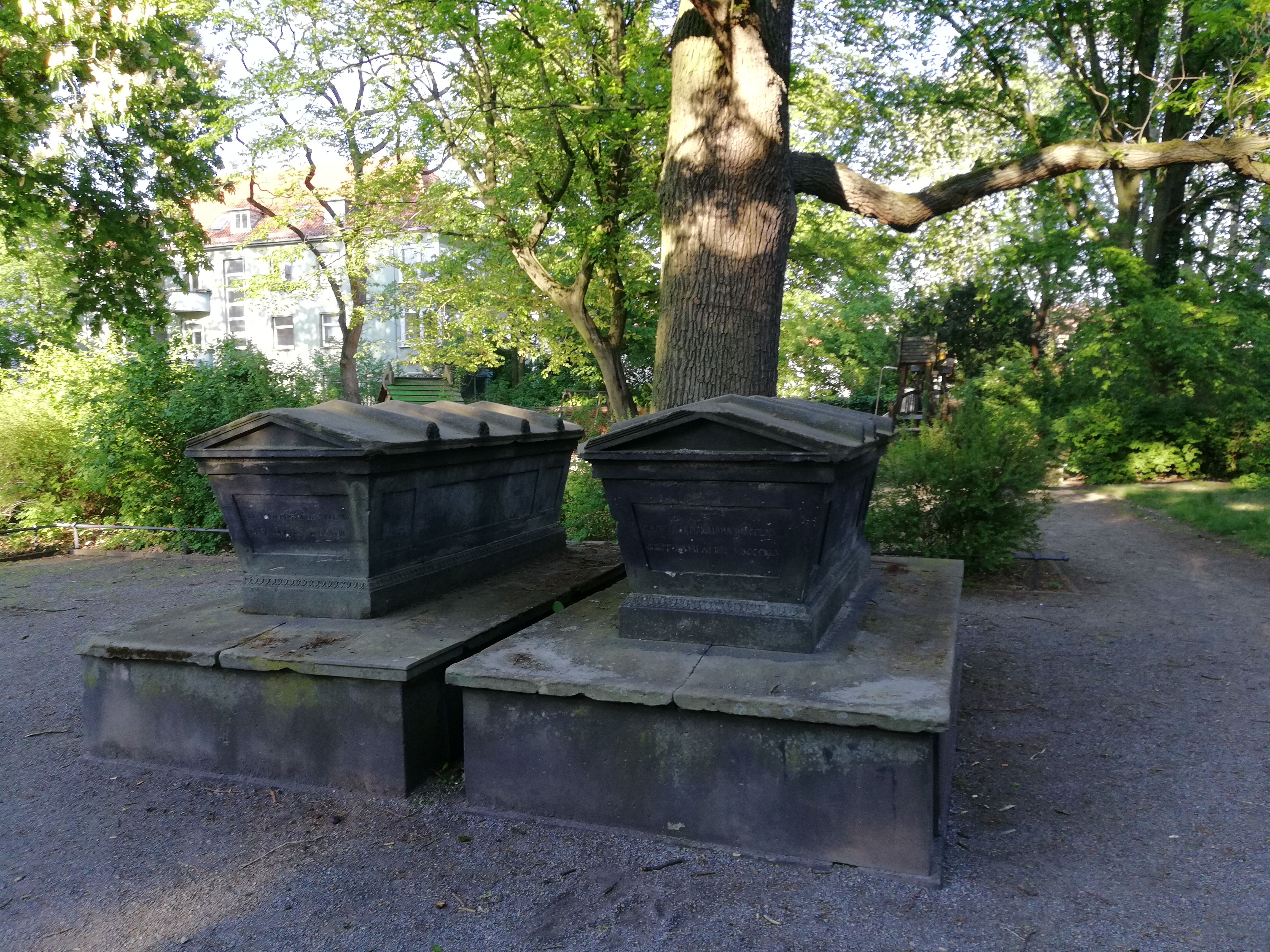
Doppelgrab in Form von zwei Sarkophagen auf dem Gartenfriedhof

Freiherr von Arnswaldt war auswärtiges Mitglied der Akademie der Wissenschaften zu Göttingen. Er war verheiratet mit Henriette Louise Elisabeth von Bremer (1764–1828), Schwester von Friedrich Franz Dietrich von Bremer. Arnswaldts Sohn war der Diplomat und theologische Schriftsteller August von Arnswaldt.
Arnswaldts Grabstätte findet sich auf dem Gartenfriedhof in Hannover.

## Arnswaldtstraße
Die 1888 im hannoverschen Stadtteil Mitte angelegte Arnswaldtstraße, die vom Schiffgraben zur Dieterichstraße führt, wurde laut den Hannoverschen Geschichtsblättern aus dem Jahr 1914 „nach dem vormals von Arnswaldtschen Grundstücke, über das sie führt“, benannt.